# Хмелівська сільська рада (Краснопільський район)
Хмелі́вська сільська́ ра́да — колишній орган місцевого самоврядування у Краснопільському районі Сумської області. Адміністративний центр — село Хмелівка.

## Загальні відомості
- Населення ради: 993 особи (станом на 2001 рік)

## Населені пункти
Сільській раді підпорядковані населені пункти:
- с. Хмелівка
- с. Веселе
- с. Виднівка
- с. Лозове

## Склад ради
Рада складається з 12 депутатів та голови.
- Голова ради: Дяченко Олексій Олександрович

### Керівний склад попередніх скликань
| Прізвище, ім'я, по батькові   | Основні відомості                                                               | Дата обрання | Дата звільнення |
| ----------------------------- | ------------------------------------------------------------------------------- | ------------ | --------------- |
| Дяченко Олексій Олександрович | Сільський голова, 1966 року народження, освіта середня спеціальна, безпартійний | 26.03.2006   | 31.10.2010      |
| Дяченко Олексій Олександрович | Сільський голова, 1966 року народження, освіта середня спеціальна, безпартійний | 31.10.2010   |                 |

Примітка: таблиця складена за даними сайту Верховної Ради України